# Рудзутак, Ян Эрнестович
Ян Э́рнестович Ру́дзутак (латыш. Jānis Rudzutaks; 3 [15] августа 1887 года, хутор Цауни Курсишской волости Гольдингенского уезда Курляндской губернии Российской империи, ныне Латвия — 29 июля 1938 года, Москва) — революционер, советский государственный, партийный и профсоюзный деятель.
Член ЦИК СССР 1—7 созывов, член ЦК ВКП(б) (1920—1937), член Политбюро ЦК ВКП(б) (23.07.1926—04.02.1932), кандидат в члены Политбюро ЦК ВКП(б) (26.04.1923—23.07.1926 и 10.02.1934—26.05.1937), член Оргбюро ЦК ВКП(б) (08.08.1921—03.04.1922 и 26.04.1923—02.06.1924), кандидат в члены Оргбюро (06.03—08.08.1921 и 03.04.1922—26.04.1923), секретарь ЦК ВКП(б) (26.04.1923—02.02.1924).

## Биография
Родился 3 (15) августа 1887 г. в крестьянской семье батраков Эрнеста Рудзутака и его жены Эльке. Латыш по национальности, в свидетельстве о рождении записан как «Jahnis Rudsutaks». До 14 лет трудился пастухом, с 15 лет батрачил у землевладельца, работал помощником садовника, грузчиком и калильщиком на заводе. Окончил два класса приходской школы.
Член РСДРП с 1905, придерживался большевистских взглядов, c 1906 член Рижского комитета РСДРП. С 1907 во главе Виндавской партийной организации, арестован. В 1909 приговорён военным судом к 15 годам каторги (ввиду несовершеннолетия срок был сокращён до 10 лет), отбывал наказание в Рижском централе и Бутырской тюрьме в Москве. После освобождения, во время Февральской революции, — секретарь Всероссийского центрального совета профсоюза текстильщиков, член Президиума Московского Совета профсоюзов.
После Октябрьской революции:
- в 1918—1920 председатель Московского совнархоза,
- в 1918—1921 член Президиума ВСНХ,
- в 1918 председатель президиума Центротекстиля,
- в 1918—1919 председатель ЦК Союза текстильщиков,
- в 1919 председатель Главвода ВСНХ РСФСР,
- в 1920 председатель ЦК Союза рабочих транспорта,
- в 1921—1922 секретарь ВЦСПС,
- в 1920—1921 кандидат, в 1921—1922 член Президиума ВЦИК.

В 1921 году был участником так называемой «Дискуссии о профсоюзах», где поддержал платформу В. И. Ленина против Л. Д. Троцкого и Н. И. Бухарина.
- в 1920—1921 член Туркестанской комиссии ВЦИК и Совнаркома РСФСР,
- в 1920 председатель Совнаркома Туркестанской Советской республики,
- в 1921 председатель Туркестанского бюро ЦК РКП(б),
- в 1922—1924 секретарь Среднеазиатского бюро ЦК ВКП(б).
- в 1922—1923 член Реввоенсовета Туркестанского фронта.

1922—1935 — член ЦИК СССР, член Президиума ЦИК СССР, в 1935—1937 кандидат в члены Президиума ЦИК СССР.
В 1920—1931 и 1934—1937 — член ЦК РКП(б); в 1931—1934 — член ЦКК РКП(б), 09.10.1931—26.01.1934 — член Президиума ЦКК РКП(б).
1924—1930 — нарком путей сообщения СССР.
С 1928 по 1931 год — председатель Комитета по химизации народного хозяйства при Совете народных комиссаров СССР.
С 29 января 1929 по 26 февраля 1930 года — председатель Кинокомитета при Совете народных комиссаров СССР.
С 1926 по 1937 год — заместитель председателя СНК и СТО СССР.
В 1932 по 1934 год — председатель ЦКК ВКП(б) и нарком РКИ СССР.
25 мая 1937 года арестован НКВД СССР по обвинению в том, что он возглавлял антисоветскую националистическую латышскую организацию, занимался вредительством и был шпионом иностранных разведок. На заседании Военной Коллегии виновным себя не признал. В протоколе судебного заседания секретарь записал, что Рудзутак в суде заявил:

… его единственная просьба к суду — это довести до сведения ЦК ВКП(б) о том, что в органах НКВД имеется ещё невыкорчеванный гнойник, который искусственно создаёт дела, принуждая ни в чём неповинных людей признавать себя виновными. Что проверка обстоятельств обвинения отсутствует и не даётся никакой возможности доказать свою непричастность к тем преступлениям, которые выдвинуты теми или иными показаниями разных лиц. Методы следствия таковы, что заставляют выдумывать и оговаривать ни в чём неповинных людей, не говоря уже о самом подследственном. Просит суд дать ему возможность всё это написать для ЦК ВКП(б). Заверяет суд, что лично у него никогда не было никакой плохой мысли против политики нашей партии, так как он всегда полностью разделял всю ту политику партии, которая проводилась во всех областях хозяйственного и культурного строительства. Ещё раз просит суд предоставить ему возможность подробнейшим образом изложить всё то, что ему известно о методах следствия, в ЦК партии.— Дело Рудзутака, т. 1, л. д.
Расстрелян 29 июля 1938 года.
Проверкой, проведённой в 1955 году, установлено, что дело по обвинению Рудзутака сфальсифицировано и он был осуждён на основании клеветнических материалов. Посмертно реабилитирован и восстановлен в партии.
Серго Микоян, ссылаясь на рассказы отца, — «Говорят, он (Ленин) в беседах называл Рудзутака. И его фамилия обсуждалась. Но он был очень нерешительным человеком», — выдвигает гипотезу, что Ленин мог рассматривать кандидатуру Рудзутака на должность Генерального секретаря вместо Сталина. Эту же мысль развивает и Ольга Шатуновская. Леонид Млечин пишет, что, будучи членом Политбюро и главою ЦКК, Р. являлся «ключевой фигурой партийного аппарата того времени — его даже прочили в генеральные секретари вместо Сталина».
В. М. Молотов много лет спустя, вспоминая Рудзутака, говорил: «Склонен был к отдыху. Особой такой активностью и углублением в работе не отличался».

## Семья
На Донском кладбище в Москве (колумбарий 17, секция 21) имеется захоронение Варвары Сергеевны Андреевой (1907—1959), на котором указано, что она — жена Я. Э. Рудзутака.
Приёмная дочь — Лидия Николаевна Рубинкина, первая жена А. С. Яковлева.

## Память
- Имя Рудзутака носили:

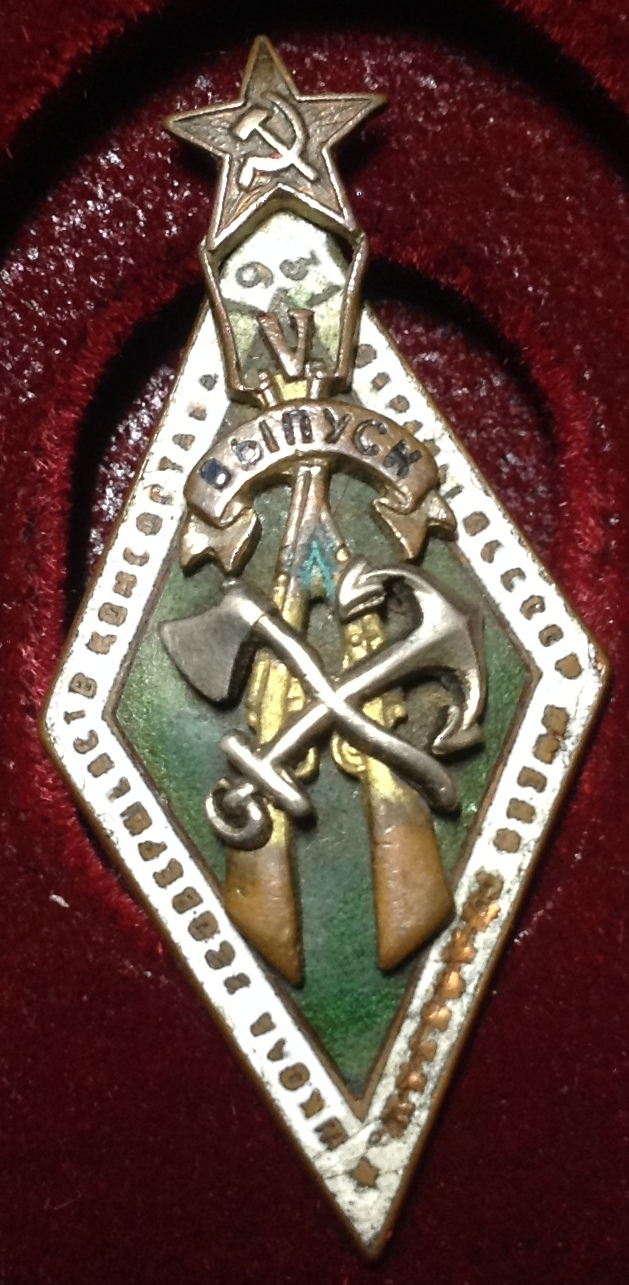
Нагрудный знак выпускника ШУКС, 1931 год. Фамилия Рудзутака затёрта, так как он был репрессирован

  - Паровозоремонтный завод (1930—1931), Омск
  - Школа усовершенствования командного состава (ШУКС) Охраны путей сообщения НКПС (С 1926 по 1937 г.);
  - Ленинградский институт инженеров железнодорожного транспорта[12];
  - Даугавпилсский локомотиворемонтный завод;
  - Пассажирский пароход. В заметке вологодской газеты «Красный Север» от 27 апреля 1937 года[13] упомянут пассажирский пароход «Ян Рудзутак», который вышел в первый рейс по маршруту Вологда-Устюг-Архангельск по реке Северная Двина.
  - Его именем была названа улица в Риге, переименована в 1991 году в Проспект Курземес.
  - Его именем названы улицы в Алматы, Донецке, Ливанах и посёлке Шабельковка Донецкой области.
- Песня латышской рок-группы «Ливы» (латыш. Līvi) «Памяти Яниса Рудзутака» (латыш. Dzelzsgriezējs, 1987) записана на грампластинке «Рок-панорама», 1987 (2) 1988, Мелодия С60 27209 007.